# Elecciones estatales de Aguascalientes de 2004
Las elecciones estatales de Aguascalientes de 2004 se realizaron el domingo 1 de agosto de 2004 y en ellas se renovaron los siguientes cargos de elección popular del estado mexicano de Aguascalientes:
- Gobernador de Aguascalientes. Titular del Poder Ejecutivo del estado, electo para un periodo de seis años, sin derecho a reelección. El candidato electo fue Luis Armando Reynoso Femat.
- 27 diputados del Congreso del Estado. 18 electos por mayoría relativa y 9 designados mediante representación proporcional para integrar la LIX Legislatura.
- 11 ayuntamientos. Compuestos por un presidente municipal y sus regidores, electos para un periodo de tres años.

## Candidaturas y coaliciones

### Partido Acción Nacional
El Partido Acción Nacional (PAN) decidió no competir en coalición en las elecciones estatales. El 18 de abril realizó una convención entre sus militantes para designar a su candidato para la gubernatura. Luis Armando Reynoso Femat, expresidente municipal de Aguascalientes, fue seleccionado como el candidato del partido.

### En alianza contigo
El Partido Revolucionario Institucional (PRI), el Partido del Trabajo (PT) y el Partido Verde Ecologista de México (PVEM) acordaron presentarse en coalición en las elecciones con el nombre «En alianza contigo». El 18 de febrero de 2004 el PRI presentó al diputado federal Óscar González Rodríguez como su candidato para la gubernatura.
Óscar González Rodríguez renunció a su postulación el 6 de mayo, antes del inicio de la campaña electoral, afirmando que existía una conspiración en su contra dentro del partido para que perdiera las elecciones. Según González Rodríguez, la secretaria general del PRI, Elba Esther Gordillo, había acordado con el gobernador del estado, el panista Felipe González González, entregar su apoyo al candidato postulado por el PAN, traicionando la candidatura de su propio partido. En consecuencia, la dirigencia estatal del PRI en Aguascalientes exigió la renuncia de Elba Esther Gordillo por traicionar al partido y que el Congreso del estado iniciara un juicio político en contra del gobernador por intervenir en las elecciones. Mientras que el gobernador del estado, Felipe González, se defendió de las acusaciones afirmando que Óscar González creía en un complot del cual no tenía pruebas, afirmando que al priista «lo chamaquearon».
El 21 de mayo la dirigencia nacional del PRI designó como su nuevo candidato para la gubernatura al senador Óscar López Velarde.

### Viva Aguascalientes
El Partido de la Revolución Democrática (PRD) y el partido Convergencia acordaron presentarse en coalición en las elecciones estatales con el nombre «Viva Aguascalientes». El 17 de mayo la coalición designó como su candidato para la gubernatura a Manuel de Jesús Bañuelos Hernández, diputado estatal de 1983 a 1986 en la LII Legislatura del Congreso del Estado de Aguascalientes y dirigente estatal del Partido Popular Socialista.

## Resultados

### Gobernador
|  | 55.40 % |

|  | 35.50 % |

|  | 6.70 % |

|  | 97.63 % |

|  | 2.37 % |

### Congreso del Estado de Aguascalientes
|  | 48.05 % |

|  | 38.46 % |

|  | 10.57 % |

|  | 2.84 % |

|  | 100 % |

### Ayuntamientos
|  | 46.08 % |

|  | 42.20 % |

|  | 9.22 % |

|  | 97.52 % |

|  | 2.48 % |